# Pirimiphos-methyl
Pirimiphos-methyl, der markedsføres under navnene Actellic, og Sybol, er et phosphorothioat, der bruges som insekticid. Det blev oprindeligt udviklet af Imperial Chemical Industries Ltd. (nu Syngenta) på deres anlæg i Jealott's Hill i Berkshire, England og markedsført i 1977, ti år efter dets opdagelse.
Pyrimiphos-ethyl er et beslægtet insekticid, hvor methoxygrupperne er udskiftet med ethoxygrupper.

## Egenskaber
Pirimiphos-methyl er en væske, der er praktisk taget uopløselig i vand. Pirimiphos-methyl er moderat persistent i jord med en halveringstid på 39 dage, men nedbrydes hurtigt under påvirkning af UV-lys med en halveringstid på 0,2 dage.

## Anvendelse
Pirimiphos-methyl bruges som en aktiv ingrediens i plantebeskyttelsesmidler. Det er et insekticid som bruges efter høst. Det bruges i USA på oplagret majs, hirse og såsæd. Det bruges til at bekæmpe forskellige insekter, såsom uldlus og fluer (på kvæg) og tobaksbiller, rismelbiller, kornbiller, møl (på majs og korn) og andre. Det kemisk beslægtede ethylderivat, pirimiphos-ethyl, bruges også som insekticid. Pirimiphos-methyl blev registreret som insekticid i USA i 1978, og der blev brugt omkring 5,4 tons (12.000 pounds) i 2006. Det virker ved at hæmme acetylcholinesterase.
Det er en af flere forbindelser, der bruges til vektorbekæmpelse af rovtægeslægten Triatoma, som medvirker ved overførslen af Chagas sygdom i Nord- og Sydamerika. Pirimiphos-methyl kan anvendes som tilsætningsstof til indendørs overflademaling for at opnå en residual pesticideffekt.